# Hackelia micrantha
Hackelia micrantha là loài thực vật có hoa trong họ Mồ hôi. Loài này được (Eastw.) J.L. Gentry mô tả khoa học đầu tiên năm 1972.